# Zgrzebło

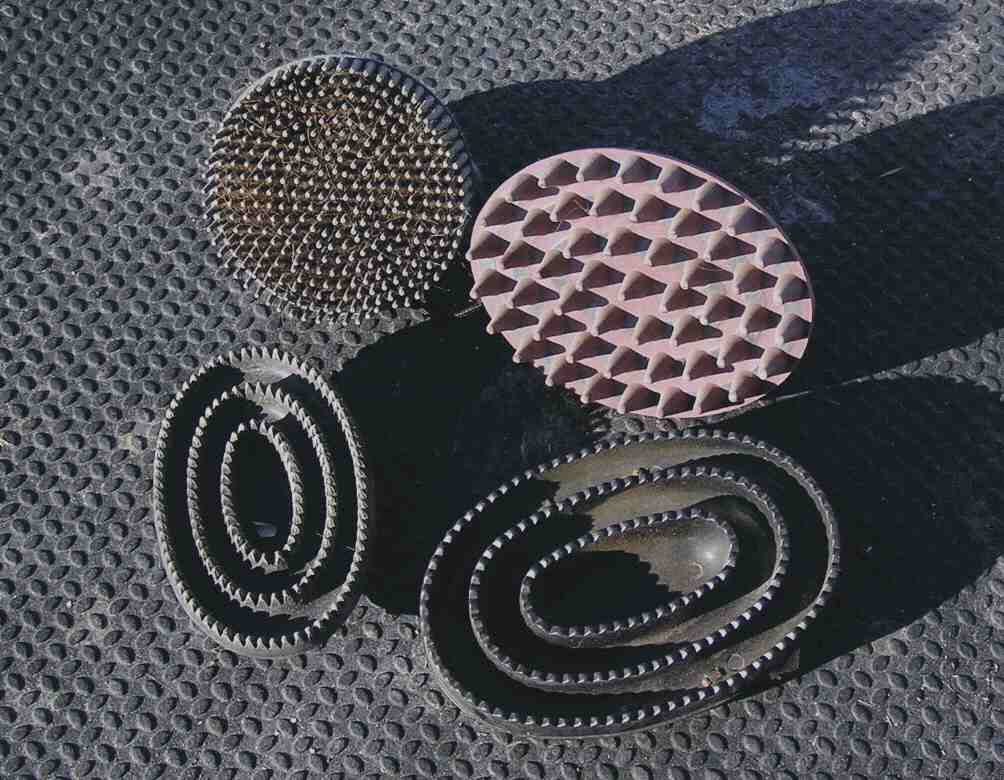
Różne rodzaje zgrzebeł

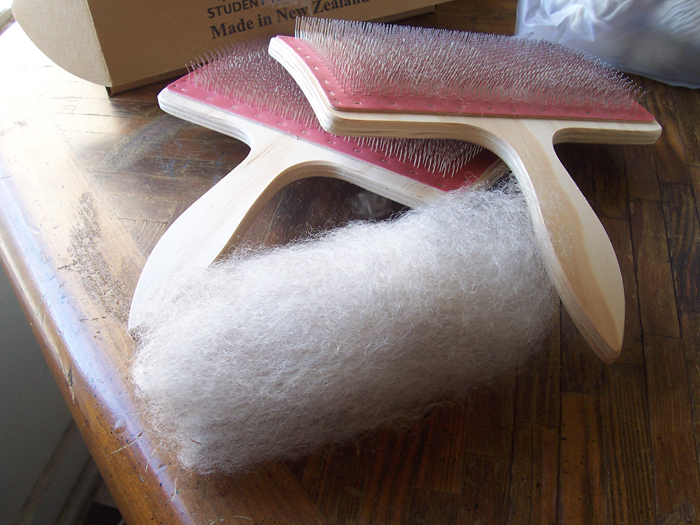
Zgrzebła i wytworzona za ich pomocą rolka przędzy

Zgrzebło, potocznie zwane grzebieniem używane w procesie zgrzeblenia. Zgrzebło to najczęściej gumowa, plastikowa lub metalowa szczotka przeznaczona do czyszczenia zwierząt hodowlanych i domowych. W zależności od materiału z którego wykonane jest zgrzebło: gumowe służy do czyszczenia sierści, usuwania włosów w czasie linienia oraz czyszczenia innych szczotek z sierści, plastikowe do rozczesywania bardzo mocno zlepionych fragmentów sierści konia, natomiast metalowe do oczyszczania szczotek z włosia. 
Zgrzebła wykonanego z metalu w postaci drucianej lub metalowych haczyków używało się również do rozczesywania i prostowania włókien przędzalniczych (patrz grępla).
Patrz też: Zgrzebło (archeologia).